# Đại học Damas
Trường Đại học Damas (tiếng Ả Rập: جامعة دمشق, Jāmi'atu Dimashq) là trường đại học lớn nhất và lâu đời nhất ở thủ đô Damas của Syria. Trường cũng có cơ sở ở các thành phố khác trong nước. Trường được thành lập vào năm 1923 thông qua sự sáp nhập các trường: Trường Y khoa (thành lập 1903) và Viện Luật (thành lập 1913). Cho đến năm 1958, trường mang tên gọi là Đại học Syria nhưng đã đổi tên sau khi Trường Đại học Aleppo thành lập. Ngày nay, có sáu trường đại học công lập khác và hơn 10 đại học tư thục ở Syria.
Trường Đại học Damas bao gồm một số khoa, viện, trung cấp viện và trường học điều dưỡng. Có một tổ chức chuyên giảng dạy tiếng Ả Rập cho người nước ngoài, và đây là tổ chức lớn nhất thuộc loại hình này trong thế giới Ả Rập.